# Brunnen der Völkerfreundschaft (Berlin)
Der Brunnen der Völkerfreundschaft ist ein Baudenkmal auf dem Alexanderplatz im Berliner Ortsteil Mitte. Er wurde 1969–1970 vom Kollektiv Walter Womacka im Stil der sozialistischen Moderne errichtet. Das Wasser des Brunnens fließt über 17 Schalen und acht Auslässe vom kleineren oberen Becken ins größere untere Becken.

## Geschichte und Beschreibung
Der Brunnen der Völkerfreundschaft wurde 1969–1970 von Walter Womacka entworfen, dem bereits 1968 die künstlerische Leitung für die Neugestaltung des Alexanderplatzes übertragen worden war, und von Hans-Joachim Kunsch ausgeführt. Am 7. Oktober 1970, dem 21. Jahrestag der Gründung der DDR, wurde er zwischen dem Warenhaus Centrum (bis Ende 2024: Galeria Kaufhof), dem Hotel Stadt Berlin (heute: Park Inn) und dem Berolinahaus enthüllt.
Die im Stil der sozialistischen Moderne gestaltete Anlage hat eine Höhe von 6,20 Metern und einen Durchmesser von 23 Metern. Sie gliedert sich in ein kleineres oberes Becken und ein größeres unteres Becken. Im oberen Becken befinden sich 17 blattförmige Schalen, die auf Säulen stehen und in Spiralform absteigen. An der Außenseite des oberen Beckens befindet sich ein Fries mit Tier- und Pflanzendarstellungen, aus dem acht blütenförmige Auslässe ragen. Der plastische Schmuck besteht aus Kupfer, Keramik, Glas und Email. Das Wasser fließt aus den Schalen ins obere Becken und weiter durch die Auslässe ins untere Becken. Am Grund des unteren Beckens befindet sich ein Mosaik, das die Spiralform der Schalen aufnimmt. Bis zur Umgestaltung von 2007 setzte sich dieses Muster im Pflaster des Alexanderplatzes fort.
Wegen seiner bunten Gestaltung und der in der Umgebung stattfindenden Prostitution wurde der Brunnen zu DDR-Zeiten im Ost-Berliner Volksmund „Nuttenbrosche“ genannt. Die unter Denkmalschutz stehende Anlage wird seit 2007 wieder beleuchtet und wurde 2022 umfangreich restauriert.

## Bildergalerie

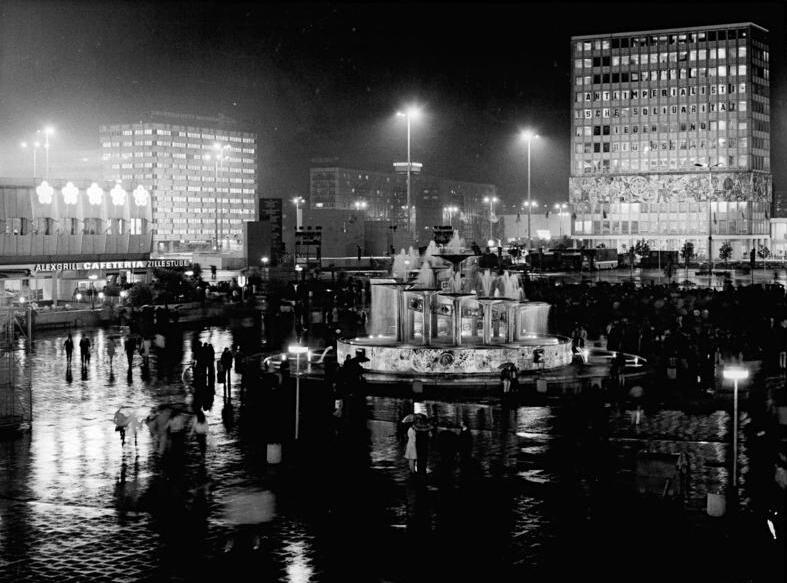
Nachtansicht, 1973
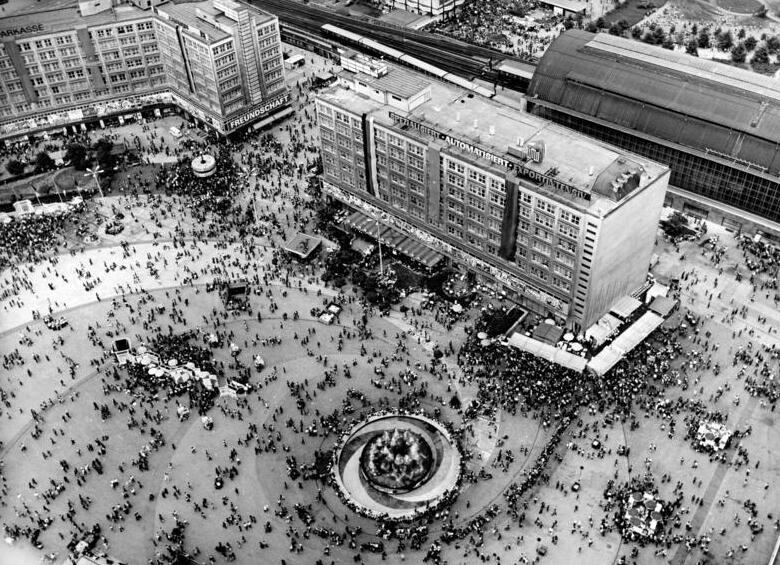
Brunnen und Platz mit Spiralmuster, 1979
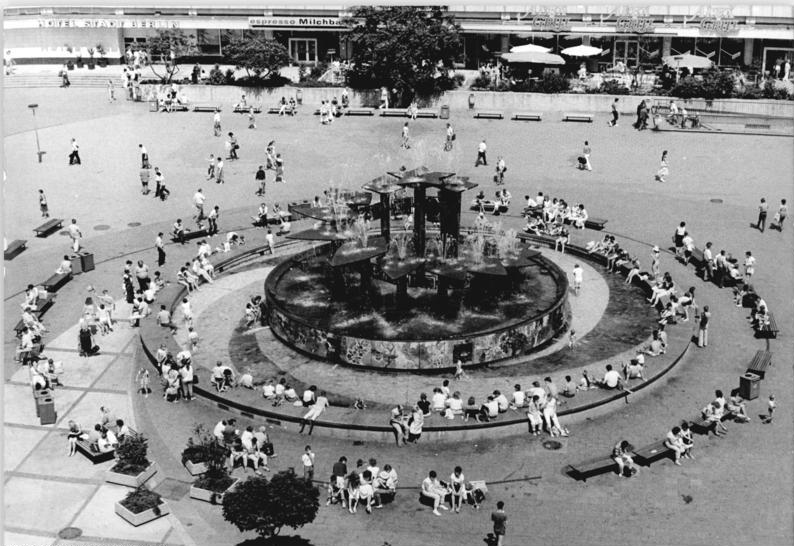
Brunnen, 1987
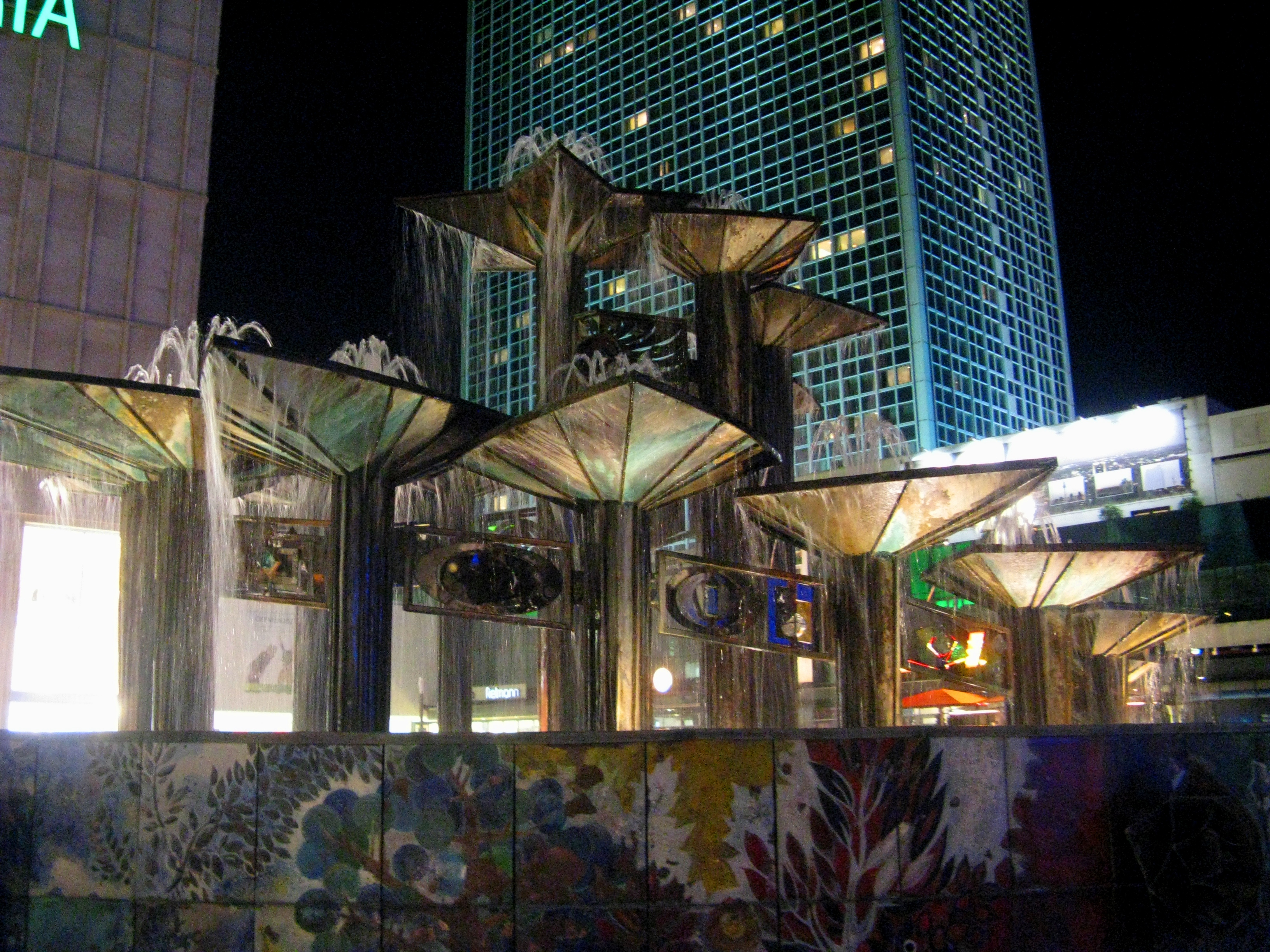
Nachtansicht, 2011
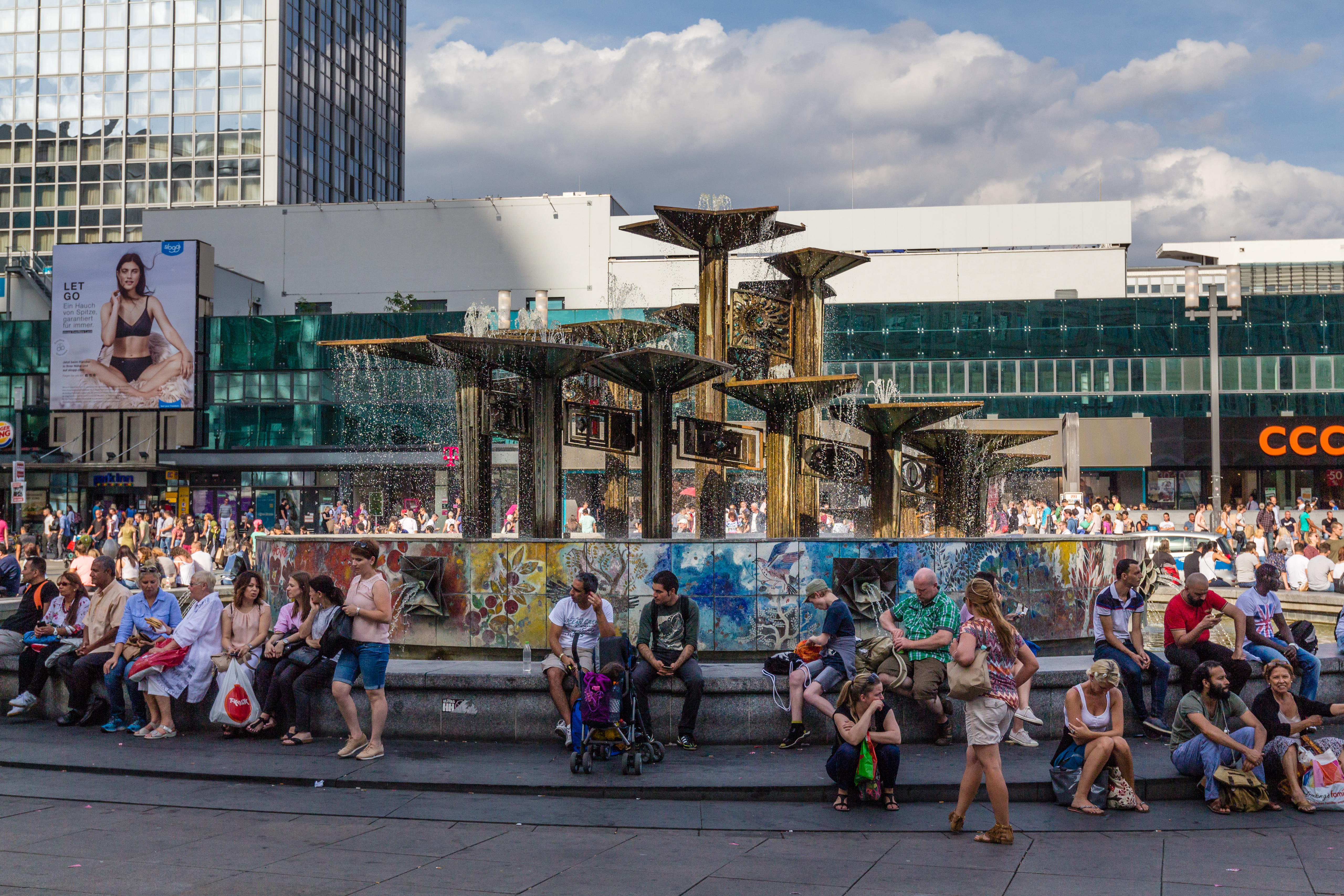
Westansicht, 2016
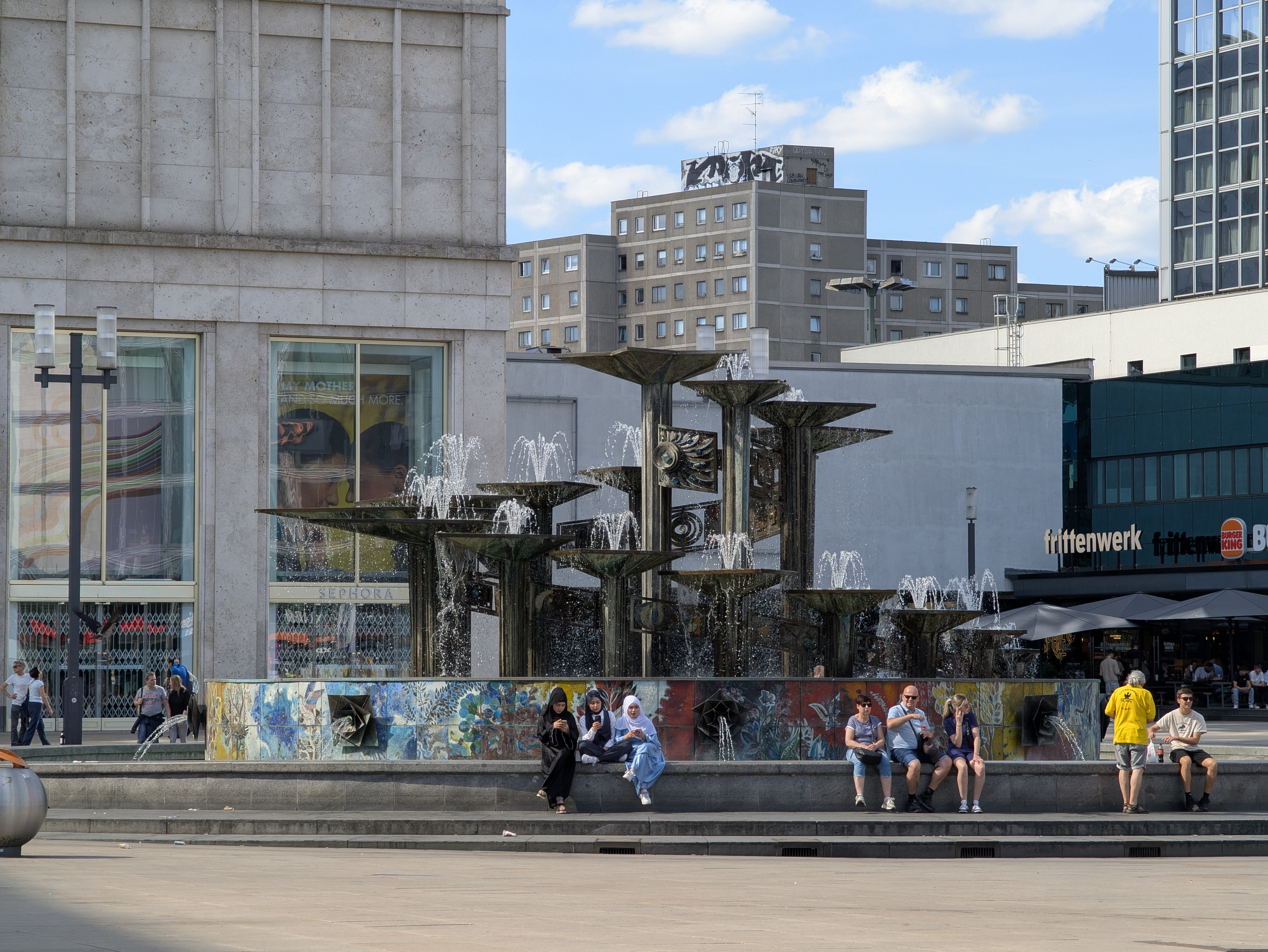
Südwestansicht, 2025